# Melithaea undulata
Melithaea undulata is een zachte koraalsoort uit de familie Melithaeidae. De koraalsoort komt uit het geslacht Melithaea. Melithaea undulata werd in 1908 voor het eerst wetenschappelijk beschreven door Kükenthal. 